# آویشن
آویشن یا گلوفته یا آزربه (نام علمی: Thymes) سرده‌ای از تیره نعناعیان است. آویشن حدود ۳۵۰ گونه دارد. در ایران ۱۴ گونه گیاه معطر و چند ساله دارد. این سرده به مرزنگوش بسیار نزدیک است و در مناطق کوهستانی می‌روید. در برخی از مناطق ایران به آویشن، اوشوم می‌گویند.
تعدادی از گونه‌های آویشن، به عنوان گیاهان آشپزی یا زینتی کشت می‌شوند که به نام زعتر شناخته می‌شوند. معروف‌ترین گونه آویشن، آویشن معمولی نامیده می‌شوند.

## کاربرد
در تحقیقی دربارهٔ اثرات گیاهان درمنه، اسطوخودوس و آویشن شیرازی بر روی باکتری‌های سودوموناس آئروژینوزا، استافیلوکوکوس اورئوس و کلبسیلا پنومونیه که در سال ۲۰۱۴ انجام شد، مشاهده شده است که هر ۳ اسانس دارای اثر مهارکننده بر روی باکتری‌های بیماری‌زا هستند؛ اما اسانس گیاه آویشن شیرازی اثر بهتری در مهار باکتری‌ها نسبت به اسانس گیاهان دیگر دارد.
در یک تحقیق که در سال ۲۰۱۲ در مجله تحقیقات علوم پزشکی منتشر شد، محققان به ۱۲۰ دانشجوی دختر، مکمل آویشن (چهار بار در روز) یا ایبوپروفن (سه بار در روز) برای درمان درد پریود دادند. پس از دو ماه درمان، هر دو گروه از زنان سطوح مشابهی از تسکین را گزارش کردند. این نشان می‌دهد که آویشن ممکن است جایگزین مناسبی برای ایبوپروفن با عوارض جانبی کمتر باشد.
همچنین از آویشن در صنایع غذایی (پیتزا، پاستا، ماهی، پنیر، لیکور، ذرت مکزیکی و…)، دارویی، بهداشتی و آرایشی استفاده می‌شود.

## خاستگاه
این جنس بومی مناطق معتدل اروپا، شمال آفریقا و آسیا است. آویشن به ویژه در ایران رویش بسیاری دارد که به دلیل تنوع آب و هوایی و موقعیت جغرافیایی و توپوگرافی این کشور است.

## گونه‌ها
آویشنیان حدود ۳۵۰ گونه دارد، از جمله:
- آویشن اوراسیایی Thymus pannonicus
- آویشن پشمی Thymus pseudolanuginosus
- آویشن خزنده Thymus praecox
- آویشن زیره‌ای Thymus herba-barona
- آویشن لیمویی Thymus pulegioides
- آویشن معمولی (یا آویشن باغی) Thymus vulgaris
- آویشن مورودر Thymus moroderi
- سوسنبر Thymus capitatus
- ثومون Thymus serpyllum
- آویشن دنایی”Thymus Dena”

## آویشن در ایران
در زبان گزی (گزبُرخوار) به «آویشن»، «اوشنوم» و در زبان کردی کرمانشاهی «هه زوه» یا «هه‌زبێ» و در سایر مناطق کردزبان به آن «آنخ» یا «اَزوِه» یا «ازبوله» یا «هه زوه» گفته می‌شود. در زبان بهبهانی به آن «اوریشمک» گفته می‌شود. در زبان ترکی به «کهلیک اوتو» و در زبان لری به خصوص در مناطق بختیاری به این گیاه «اوشوم» و (اِزبوئه) گفته می‌شود. در زبان لری بهمئی به آن «گلوفته» می‌گویند. در زبان مردم رودبار استان گیلان به آن، «پلنگ مشک» می‌گویند و طعم دهنده اصلی غذایی به نام شامی رودباری است. یکی از گونه‌های این گیاه که در مناطق کوهستانی شمال خراسان به وفور یافت می‌شود به زبان کرمانجی «آنخ» نام دارد. در زبان لری دشمنزیاری کهگیلویه به آویشن، اوریشُم گفته می‌شود.
گونه‌های مختلفی از آویشنیان در کوهستان‌های ایران می‌روید. در کتب طب سنتی فارسی با نام «حاشا»، «اوشن» و «صعتر الحمیر» نام برده شده است. در ایران گونه‌های مختلف با اسامی محلی متفاوتی شناخته می‌شوند از جمله در همدان «آزربه»، در اطراف تهران «آویشن یا آویشم»، در طالقان «زروه»، در زبان کردی به آن «جعتری»، «آنوخ» یا «اَزوِه» می‌گویند، و در مناطق ترک‌زبان «کهلیک اوتی» یا «کاکله اوتی»، و در سایر مناطق «صعتر»، «زعتر»، «اوشن»، «اشمه کوهی»، «سی سنبر» و «سوسنبر» نامیده می‌شود.
در شهرستان شیراز و اطراف آن و به‌طور کلی در استان فارس گونه ای با نام آویشن شیرازی (Zataria multiflora) می‌روید که مواد موثره بیشتری داشته و رایحه تند تری دارد. در آذربایجان غربی به‌خصوص مناطق کوهستانی نقده رویش قابل توجهی دارد. در زبان ترکی آذربایجانی به آن کهلیک اوتو (کهلیک = کبک و اوت = گیاه) می‌گویند. برخی آن را به دلیل تشابه اسمی با کاکوتی اشتباه می‌کنند. در حالی که کهلیک اوتو (آویشن)، علی‌رغم تشابه اسمی با کاکوتی از آن متفاوت است. در همدان به آن آذُربه و در کوخرد و همچنین فارغانات هرمزگان به آن اَوشُه درمناطق از کوه تشگرد فارغانات اوشه استکو می‌گویند. در چهارمحال و بختیاری به خصوص در کوهپایه‌های کلار و ناغان (اُورشُم) می‌روید. درخوزستان بهبهان و در جلگه دشتهای میانی استان بوشهر نیز می‌روید و در لریدشتی بوشهری به آن اُوشِوم می‌گویند، این گیاه در نواحی کوهستانی استان سیستان و بلوچستان هم می‌روید و در زبان محلی به آن «ازگند» می‌گویند. ازبوئه اشتباهاً با آویشن اشتباه گرفته می‌شود و نام فارسی آن زوفا می‌باشد. دراستان کهگیلویه و بویراحمد در کوه دنا آویشن دنایی می‌روید که در زبان محلی به آن اوریشم می‌گویند.

## کشت آویشن
آویشن به دلیل برگ‌های معطرش کشت می‌شود و به عنوان یک گیاه دارویی در آشپزی مدیترانه ای استفاده می‌شود. خانم مارگارت ایستر در سال ۲۰۰۷ به عنوان مرجع بین‌المللی ثبت ارقام برای این گونه منصوب شد

## روش‌های مصرف آویشن
دمنوش آویشن: برای تهیه دمنوش، یک قاشق چای‌خوری آویشن خشک را در یک لیوان آب جوش می‌ریزند و پس از چند دقیقه دمنوش آن تهیه می‌شود.
استفاده در غذاها: آویشن به‌عنوان ادویه در بسیاری از غذاها، سوپ‌ها و سالادها استفاده می‌شود.
بخور آویشن: برای باز شدن مجاری تنفسی، بخور آویشن با آب داغ توصیه می‌شود.
روغن آویشن: روغن آویشن یک اثر تسکین دهنده طبیعی درد دارد. به این ترتیب به کاهش بسیاری از دردهای بدن به ویژه دردهای عضلانی و سردرد کمک می‌کند.